# Tony Doyle
Anthony Paul "Tony" Doyle (Ashford, 19 de maio de 1958 – 30 de abril de 2023) foi um ciclista britânico que participava em competições de ciclismo de estrada e pista. Foi profissional de 1980 a 1995.
Conquistou o título da perseguição individual no Mundial de Ciclismo em Pista em 1980 e 1986.
Representou o Reino Unido na prova de perseguição por equipes (4 000 m) nos Jogos Olímpicos de 1980, em Moscou.

## Morte
Doyle morreu em 30 de abril de 2023 devido ao câncer de pâncreas.